# Río Juchitán
Río Juchitán ou Baño en el Río o Baño de Tehuantepec est une œuvre murale en mosaïques vénitiennes de Diego Rivera, la dernière qu'il a réalisée. Elle est exposée depuis 2010 dans le hall du Museo Soumaya.

## Caractéristiques
- Technique : Mosaïques vénitiennes
- Dimensions : 260 × 450 cm
- Conservation : Museo Soumaya, Mexico, n° d'inventaire